# Vivian Vance
Vivian Vance (* 26. Juli 1909 in Cherryvale, Kansas; † 17. August 1979 in Belvedere, Kalifornien; eigentlich Vivian Roberta Jones) war eine US-amerikanische Schauspielerin. Sie machte sich vor allem als Serien- und Theaterdarstellerin sowie Sängerin einen Namen. Ihre bekannteste Rolle war die der Ethel Mertz in der US-amerikanischen Sitcom I Love Lucy.

## Leben

### Kindheit und Jugend
Vivian Vance wurde als Vivian Roberta Jones in Cherryvale im US-Bundesstaat Kansas geboren. Im Alter von sechs Jahren zogen ihre Eltern Robert Andrew Jones und Euphemia Mae Jones (geb. Ragan) mit der Familie nach Independence. Dort begann sie an der High School ihre Schauspielausbildung. Nach ihrem Abschluss zog sie mit ihren Eltern erneut um. In der neuen Heimat Albuquerque konnte sie erste Erfahrungen am Albuquerque Little Theatre sammeln.

### Karriere
Anfang der 1930er Jahre ging sie nach New York City und studierte bei Eva Le Gallienne. Ihr erstes Engagement hatte Vivian Vance 1932 in dem Musical Music in the Air von Oscar Hammerstein und Jerome Kern. Die junge Schauspielerin konzentrierte sich weiterhin auf Theaterrollen, arbeitet als Zweitbesetzung und spielte einige Nebenrollen. Ihre erste Hauptrolle hatte sie in Hooray for What! an der Seite von Ed Wynn, Danny Kaye, Eve Arden und Nanette Fabray.
Während einer Theatertournee im Jahr 1945 erlitt Vance einen Nervenzusammenbruch, konnte jedoch nach einer erfolgreichen Psychotherapie zur Gruppe zurückkehren und stand bei der Aufführung von Voice of the Turtle im La Jolla Playhouse in Kalifornien wieder auf der Bühne. Dort wurde sie von Desi Arnaz entdeckt, der gerade an einer neuen Fernsehserie arbeitete und Vivian Vance eine Rolle anbot. Vance lehnte den Part zunächst ab, da sie sich nicht mit William Frawley verstand, der in der Serie ihren Ehemann spielen sollte. Die Schauspielerin willigte schließlich doch ein und der Erfolg von I Love Lucy zwang Vance und Frawley zur Zusammenarbeit. Zu der Hauptdarstellerin Lucille Ball entwickelte Vivan Vance eine Freundschaft, die bis zu ihrem Tod hielt. Die beiden standen auch nach dem Ende von I Love Lucy immer wieder gemeinsam vor der Kamera.

### Privatleben
Vivan Vance war viermal verheiratet. 1928 heiratete sie Joseph Shearer Danneck Jr., von dem sie sich 1931 wieder trennte. Zwei Jahre später ehelichte die Schauspielerin George Koch, die Verbindung endete 1940 in Scheidung. Im Sommer 1941 trat Vivian Vance mit ihrem Schauspielkollegen Philip Ober vor den Traualtar, die Ehe hielt 18 Jahre. Ihr vierter Ehemann wurde 1961 John Dodds, mit ihm blieb Vivian Vance bis zu ihrem Tod verheiratet.
Während der 1970er Jahre erlitt die Schauspielerin zahlreiche Infarkte und erkrankte an Brust- und Knochenkrebs. 1979 erlag Vivian Vance im Alter von 70 Jahren ihrem Krebsleiden.

## Auszeichnungen
Vivian Vance hat einen Stern auf dem Hollywood Walk of Fame bei der Adresse 7000 Hollywood Blvd.
Für ihre Darstellung der Vermieterin Ethel Mertz in I Love Lucy wurde die Schauspielerin 1954 mit einem Emmy als Beste Nebendarstellerin ausgezeichnet.

## Filmografie (Auswahl)
- 1925: The Patent Leather Pug
- 1950: Die schwarze Lawine (The Secret Fury)
- 1951: Das Herz einer Mutter (The Blue Veil)
- 1951–1957: I Love Lucy (Fernsehserie, 179 Folgen)
- 1957–1960: The Lucy-Desi Comedy Hour (Fernsehserie, 13 Folgen)
- 1960–1964: The Red Skelton Show (Fernsehserie, 5 Folgen)
- 1962–1968: The Lucy Show (Fernsehserie, 81 Folgen)
- 1965: Das große Rennen rund um die Welt (The Great Race)
- 1968–1972: Here’s Lucy (Fernsehserie, 6 Folgen)
- 1969: Love, American Style (Fernsehserie, eine Folge)
- 1975: Rhoda (Fernsehserie, eine Folge)
- 1976: Die großen Houdinis (The Great Houdinis; Fernsehfilm)